# Ermita de Santa Cecilia (Vallespinoso de Aguilar)
La ermita de Santa Cecilia es un templo católico ubicado en la localidad española de Vallespinoso de Aguilar (Aguilar de Campoo), en la provincia de Palencia, comunidad autónoma de Castilla y León. La primera referencia documental aparece en la Estadística de la Diócesis de Palencia de 1345. Fue convertido en ermita después de la construcción de la iglesia parroquial, en 1951 fue declarada Monumento Histórico-Artístico y en 1958 fue restaurado por la Dirección General de Bellas Artes.

## Descripción

### Exterior

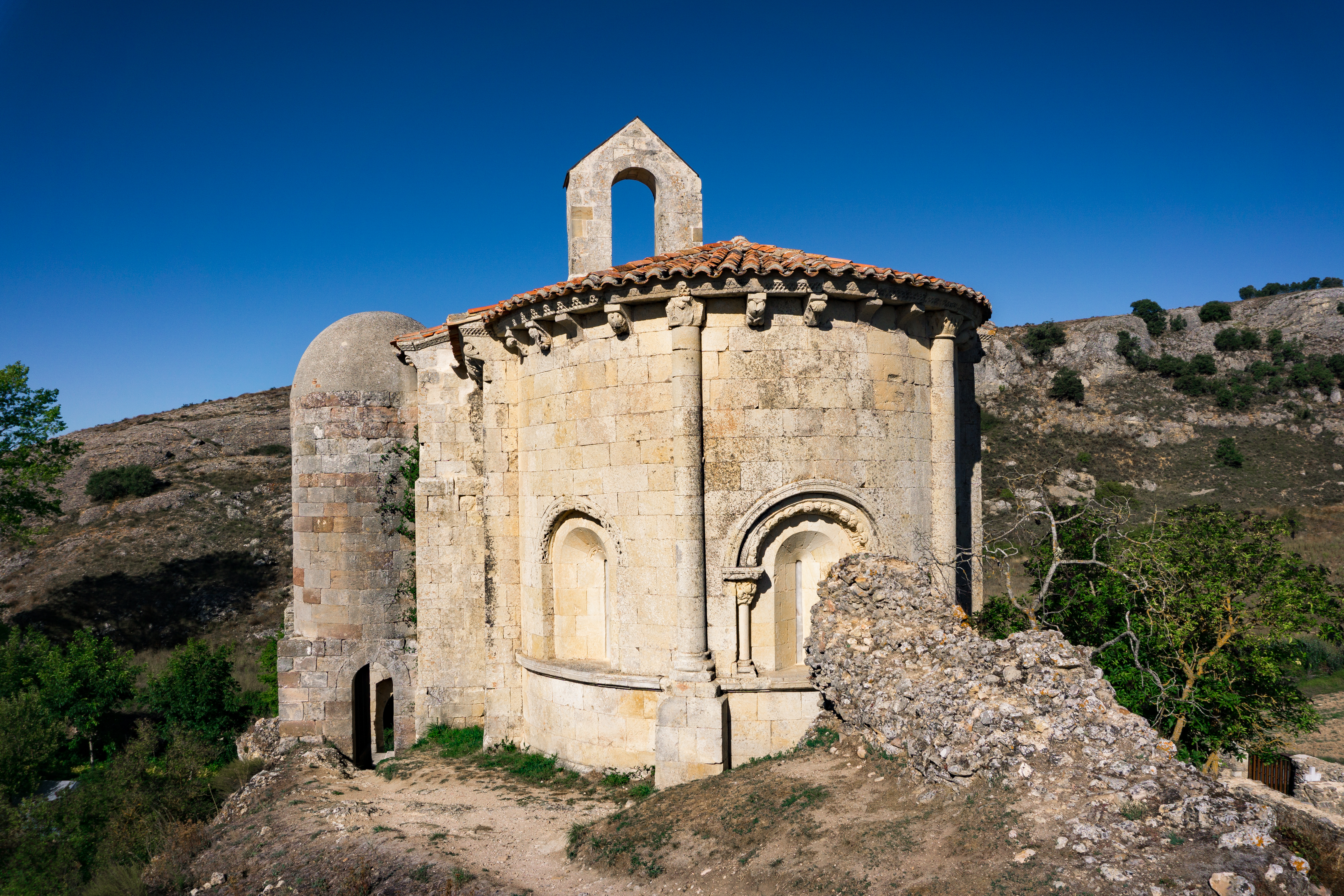
Vista del ábside

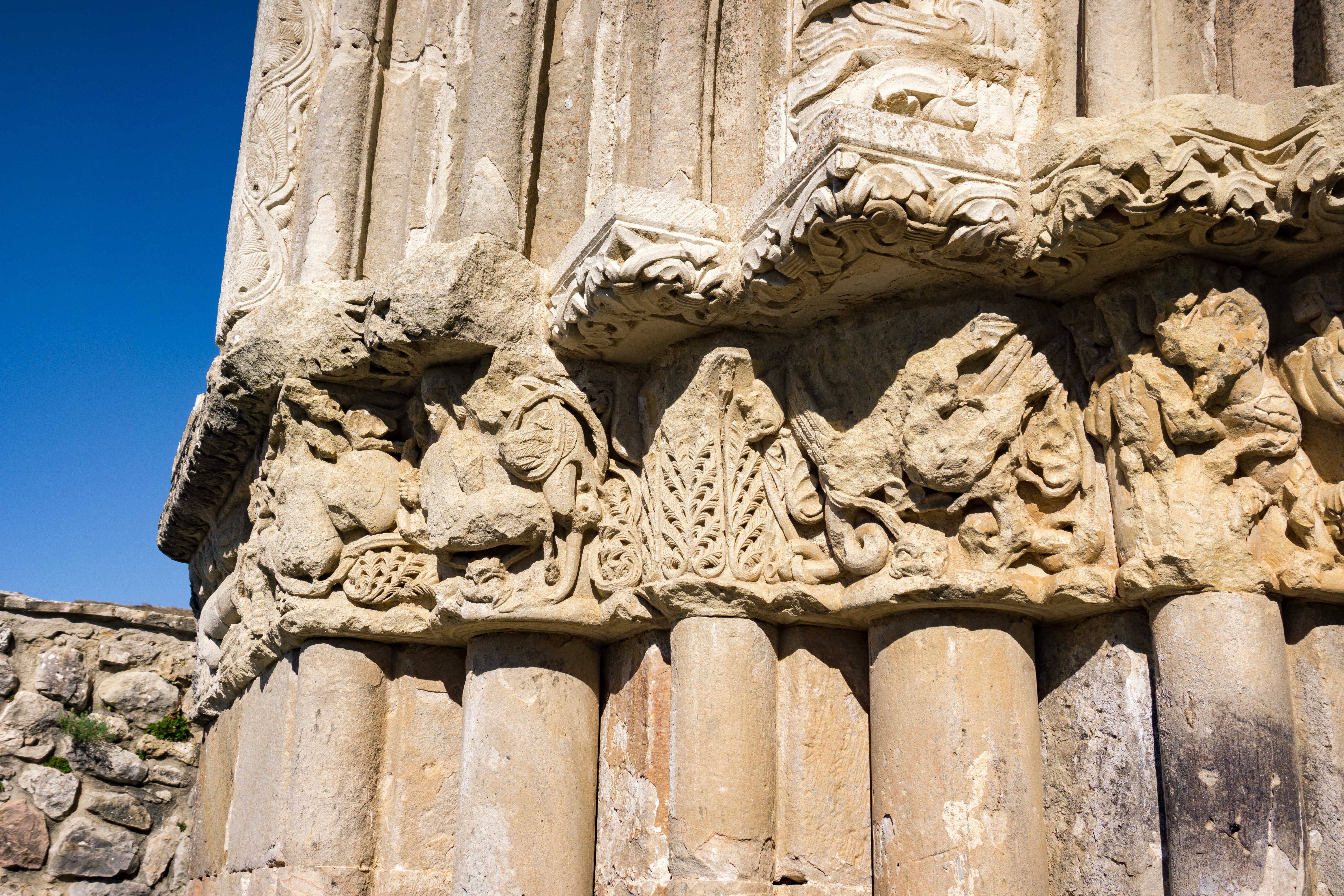
Detalle de la portada

Construida en sillería arenisca, presenta una nave rectangular y su cabecera está compuesta por ábside semicircular y presbiterio recto. Al lateral, un husillo de planta rectangular que se convierte en circular según asciende en altura; su función no está clara, pues cuenta con una escalera de caracol y también sugiere funciones defensivas. El ábside se divide en tres paños, cada uno con una ventana. La ventana central cuenta con una arquivolta de medio punto, con decoración vegetal y guardapolvo, la cual descansa sobre columnas cuyos capiteles muestran grifos y harpías afrontadas. Por su parte, las ventanas laterales son sencillas. Bajo la cornisa presenta canecillos decorados con motivos geométricos, vegetales, animales y representaciones humanas.
La portada se encuentra en el lado sur y se compone de un arco apuntado, que en su parte superior presenta una cenefa vegetal y, rodeando esta, seis arquivoltas y un guardapolvo con decoración vegetal. Las arquivoltas descansan sobre seis pares de columnas y columnillas coronadas por capiteles; estos forman una banda decorativa continua, que rebasa los marcos de la puerta con pequeños frisos. De izquierda a derecha, en el friso aparece representado un dragón mordiendo el escudo de un guerrero, mientras que en los capiteles se muestra el combate de dos centauros, un motivo vegetal, dos serpientes aladas, el avaro con la bolsa de monedas al cuello y acompañado por el diablo, y un difunto sobre el lecho de muerte con un sacerdote aplicando lo que parece ser la extremaunción.
Sobre la jamba, la figura de San Miguel pesa un alma en la balanza, con el diablo aferrado a uno de los platillos. En el lado derecho, la jamba cuenta con una representación de las Tres Marías ante el sepulcro de Cristo, y en los capiteles se encuentran representados dos personajes que llevan un libro, un motivo vegetal, una pareja de harpías afrontadas, más motivos vegetales y dos personajes con manos alzadas. Por último, en el friso de la derecha, un grupo de nueve personas, que quizás representan algunos meses del calendario.

### Interior
La nave se cubre con una bóveda de cañón, mientras que la cabecera presenta una bóveda de cuarto de esfera en el ábside y de cañón apuntado en el presbiterio. A dicha cabecera se accede a través de seis escalones y de un arco de triunfo apuntado, el cual se apoya en una pareja de columnas sobre alto podio. En los capiteles de estas columnas se representan dos parejas de grifos afrontados y el tema de Sansón desquijarando al león.
Los muros del presbiterio presentan arquerías ciegas polilobuladas, con dos capiteles simples a los lados y uno doble en el centro. En el muro norte, el capitel doble muestra tres figuras, la central portando una bolsa al cuello y las laterales sujetando a la primera con cadenas; por su parte, el capitel izquierdo muestra un jinete sujetando las bridas del caballo y el capitel derecho exhibe una pareja de personajes con sus manos en las fauces de leones. En el muro sur, el capitel doble y el capitel izquierdo presentan decoración vegetal y el capitel derecho presenta dos grifos afrontados.